# Məhəmməd Məhərrəmov

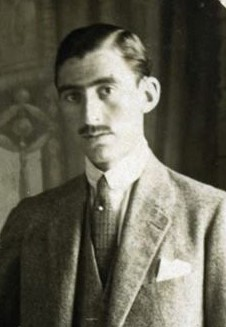
Məhəmməd Məhərrəmov

Məhəmməd Hacı Bayram oğlu Məhərrəmov war ein aserbaidschanischer Politiker und Mitglied des Parlaments der Demokratischen Republik Aserbaidschan und gewählter Vertreter des Gouvernements Eriwan in der Verfassunggebenden Versammlung Russlands. Er war Berater der Delegation in Paris und Mitglied und Sekretär der sozialistischen Fraktion.
Nach der Invasion im April blieb er in Paris, beteiligte sich an der Prometheus-Bewegung, wurde Mitglied des Aserbaidschanischen Nationalzentrums und Schatzmeister dieser Institution.

## Frühes Leben und Ausbildung
Məhəmməd Məhərrəmov wurde 1895 im Dorf Metsamor im Gouvernement Erivan in der Familie des Kaufmanns Haji Bayram und Frau Ruhiya geboren. Er absolvierte 1914 das Erivan-Gymnasium und wurde schon in jungen Jahren als einer der Vertreter der Eriwan-Aserbaidschaner anerkannt. Er studierte an der medizinischen Fakultät der Kaiserlichen Universität St. Petersburg. Später setzte er sein Studium an der Moskauer Staatsuniversität fort.

## Aktivität

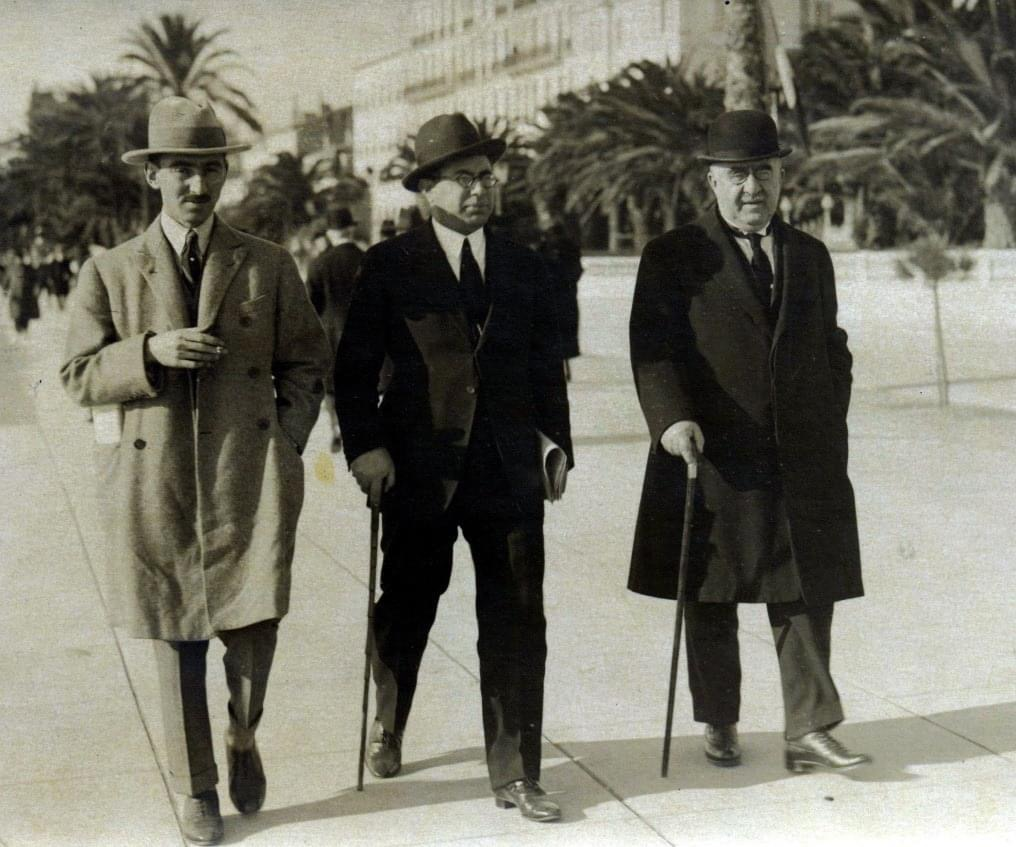
Mahammad Maharramov, Miryagub Mehdiyev und Alimardan bey Topchubashov, Genua, Italien 1922.

Nach der Februarrevolution 1917 kam er nach Tiflis, wo er sich der sozialdemokratischen Organisation „Hummet“ anschloss. Im November 1917 wurde er zum Vertreter des Gouvernements Irewan in die Verfassunggebende Versammlung Russlands gewählt. Er wurde aus dem muslimischen sozialistischen Block in den Transkaukasien-Seim gewählt. Am 26. Mai 1918, nach dem Fall der Demokratischen Föderativen Republik Transkaukasien, wurde er Mitglied des Aserbaidschanischen Nationalrats. Er ist eines der 24-jährigen Ratsmitglieder, die am 28. Mai 1918 die Unabhängigkeitserklärung unterzeichneten. Er vertrat die sozialistische Fraktion im aserbaidschanischen Parlament und war deren Sekretär.
Gemäß dem vom Nationalrat am 19. November 1918 erlassenen Gesetz über die Gründung des „Aserbaidschanischen Majlis-Mabusana“ wurde es ohne Wahlen in die Zusammensetzung des aserbaidschanischen Parlaments einbezogen. Am 28. Dezember 1918 wurde er auf der gemeinsamen Sitzung der Regierung Aserbaidschans mit dem Ältestenrat des Parlaments zum Berater der aserbaidschanischen Delegation ernannt, die an der Pariser Friedenskonferenz teilnehmen wird. Während seines Aufenthalts in Paris wurde auf Initiative von Albert Tom, einem Sozialdemokraten und Vorsitzenden der „Gesellschaft für den Schutz“, eine Protestnote gegen die Besetzung des Territoriums der Bergrepublik durch Denikin und die Bedrohung der Republiken Aserbaidschan und Georgien vorbereitet der Rechte ehemaliger „russischer Nationen“. Diese Protestnote wurde von Akbar Agha Sheykhulislamov und Mahammad Maharramov, Mitgliedern der aserbaidschanischen Delegation, unterzeichnet.

## Spätere Jahre
Nach der Invasion im April 1920 lebte er in Paris. Er beteiligte sich intensiv an der Arbeit der in Paris tätigen Delegationen der kaukasischen Völker. Er war einer der Aktivisten der Prometheus-Bewegung. Er erhielt eine höhere Ausbildung im Bereich Wirtschaftswissenschaften an der Universität von Paris (Sorbonne). Er arbeitete seit 1927 in der Bank. Von 1929 bis 1939 arbeitete er als Mitglied des Aserbaidschanischen Nationalzentrums und als dessen Schatzmeister. Später eröffnete er einen Antiquariatsladen für französische Literatur des 18. und 19. Jahrhunderts. 1948 nahm er die französische Staatsbürgerschaft an.  In den 1960er Jahren schenkte er der ehemaligen Lenin-Bibliothek in Moskau eine seltene Ausgabe von Herzens in London erschienenem „Kolokol“-Magazin und eine seltene in der Schweiz erschienene Anthologie desselben Autors und wurde dafür mit einem Sonderpreis der „Druschba“-Gesellschaft ausgezeichnet. Er besuchte Baku 1972 und 1975 und spendete wertvolle Materialien zur aserbaidschanischen Kultur an Museen und Bibliotheken der Stadt. Laut Ramiz Abutalibov starb Mahammad Maharramov 1982 im Alter von 87 Jahren in Paris.

## Vermächtnis
Im Film „Eternal Mission“ über die aserbaidschanische Delegation, die zur Pariser Friedenskonferenz aufbrach, war 2016 auch Muhammad Maharramov zu sehen. Regisseur Tahir Aliyev spielte seine Rolle in dem Film.